# Germanes del Nen Jesús
|  | Aquest article tracta sobre la congregació fundada en 1667 a Lo Puèi de Velai per Anna Maria Martel. Si cerqueu la congregació fundada per Nicolas Barré, vegeu «Religioses de l'Infant Jesús». |

Les Germanes del Nen Jesús (francès: Religieuses de l'Enfant-Jésus) és una congregació religiosa fundada en 1667 a Lo Puèi de Velai per Anna Maria Martel (1644-1673) per a la cura dels necessitats. Dividit entre diverses congregacions religioses independents de conformitat amb el mateix esperit i la tradició, són arreu del món. Des de 1903 s'han utilitzat les sigles postnominals de S.E.J..